# 车府增四
天鵝座71（车府增四），又名BD+45 3558，HD 204771、SAO 50934、HR 8228，是天鵝座的一颗恒星，视星等为5.24，位于銀經90.81，銀緯-3.35，其B1900.0坐标为赤經21h 25m 45.5s，赤緯+46° -3.35′ 58″。